# 四台子街道
四台子街道是中华人民共和国辽宁省沈阳市皇姑区下辖的一个街道办事处，于2019年7月10日成立。

## 行政区划
四台子街道下辖以下村级行政区划单位：
中航社区、溪湖社区、滦河社区、北四台子村、方溪湖村。